# Dimitar Talew

Statue von Talew in Sofia

Dimitar Talew Petrow-Palislamow (auch Dimitar Talev Petrov-Palislamov geschrieben, bulgarisch Димитър Талев Петров-Палисламов; * 1. September 1898 in Prilep, Osmanisches Reich, heute in Nordmazedonien; † 20. Oktober 1966 in Sofia, Bulgarien), auch Dimitar Talew, Dimiter Talew oder Taleff war ein bulgarischer Schriftsteller. Ihm zu Ehren trägt seit 2010 der Talew-Gletscher in der Antarktis seinen Namen.
Talew ist vor allem für seine Romantetralogie über die bulgarische Wiedergeburt in Makedonien bekannt. Die ersten drei Bände, „Der eiserne Leuchter“, „Der Eliastag“ und „Die Glocken von Prespa“ kamen in deutscher Übersetzung heraus, während der vierte Band, „Ich höre eure Stimmen“ (1966), in der DDR nicht erscheinen durfte.

## Bibliographie
- Сълзите на мама (1925)
- В дрезгавината на утрото (1928)
- Усилни години (1930)
- Здравец и Иглика; Сърцето-цвете (1930)
- Под мрачно небе (1932)
- Златният ключ (1935)
- Великият цар (1937, 1943)
- Старата къща (1938)
- На завой (1940)
- Гоце Делчев (1942)
- Град Прилеп (1943)
- Завръщане (1944)
- Железният светилник (1952)
  - Übers. Hilde Grantscharowa: Der eiserne Leuchter. (Železnijat svetilnik) Rütten & Loening, Berlin 1957
- Илинден (1953)
  - Übers. Hilde Grantscharowa: Der Eliastag. (Ilinden) Rütten & Loening, Berlin 1963
- Кипровец въстана (1954)
- Преспанските камбани (1954)
  - Übers. Hilde Grantscharowa (Grančarova): Die Glocken von Prespa. (Prespanskite kambani) Rütten & Loening, Berlin 1959
- Самуил
- Щитове каменни, кн. 1 на трилогията "Самуил, цар български" (1958)
- Пепеляшка и царският син, кн. 2 на "Самуил, цар български" (1959)
- Погибел, кн. 3 на "Самуил, цар български" (1960)
- Хилендарският монах (1962)
  - Übers. Hartmut Herboth: Der Mönch von Chilendar. Union Verlag Berlin 1967
- Гласовете ви чувам (1966)
- Братята от Струга

in Deutsch (Auswahl)
- Übers. Ingrid Dade: Tief im Hinterland, in Die großen Meister. Europäische Erzähler des 20. Jahrhunderts, Bd. 2. Hg. Rolf Hochhuth. Bertelsmann Lesering (1966), S. 493 – 504; wieder in: "Ohne Geld is nix umsonst." Geld-Geschichten aus 15 Ländern. Hg. Karl Andreas Edlinger. Neff, Wien 1988, S. 117–135